# Ертиль
Ертиль (рос. Эртиль) — місто, центр Ертильського району, Воронезька область, Росія.
Населення - 10 265 осіб.

## Географія
Ертильський район розташований на північному сході Воронезької області і межує з південними районами Липецької і Тамбовської областей.
Місто розташоване на річці Ертиль (басейн Дону), за 112 км від Воронежа , за 10 км від кордону з Тамбовською областю і є самим північним з усіх міст області.
Залізнична станція Ертиль Єлецького відділення Південно-Східної залізниці, кінцева на гілці від станції Оборона на лінії «Грязі—Поворино».
Вперше слово «Ертиль» згадується в 1685 році (в перекладі з тюркського Ертиль - «місце, де живе плем'я»). У XI-XIII століттях на цій землі були становища половців. У 1699 році за указом Петра I на річку Битюг почали переселяти селян з Володимирського, Костромського та інших повітів північної Росії.
У 1897 році в маєтку графа А. Ф. Орлова «Ертильський степ» побудований цукровий завод. Названий по річці Ертиль. По суті завод і став тією відправною точкою, з якої почався Ертиль.

## Економіка
- ТОВ «Ертильський цукор»
- ВАТ «Ертильський ливарно-механічний завод» [Архівовано 14 березня 2022 у Wayback Machine.]
- Дослідно-механічний завод
- ТОВ «Ертиль-молоко»
- Лісомеліоративна станція
- ТОВ «Завод рослинних олій»
- Борошномельний комбінат «Акталь»